# Xenopus clivii
Xenopus clivii är en groddjursart som beskrevs av Mario Giacinto Peracca 1898. Xenopus clivii ingår i släktet Xenopus och familjen pipagrodor. Inga underarter finns listade i Catalogue of Life.
Arten förekommer i Etiopien och i angränsande regioner av Eritrea, Sydsudan och Kenya. Den lever i bergstrakter och på högplatå mellan 800 och 2650 meter över havet. Habitatet utgörs av skogar, savanner, andra gräsmarker och buskskogar. Fortplantningen sker i vattenansamlingar.
Beståndet påverkas av landskapsförändringar och av vattenföroreningar. Xenopus clivii har ganska bra anpassningsförmåga. IUCN kategoriserar arten globalt som livskraftig.